# Kajsa Sundin

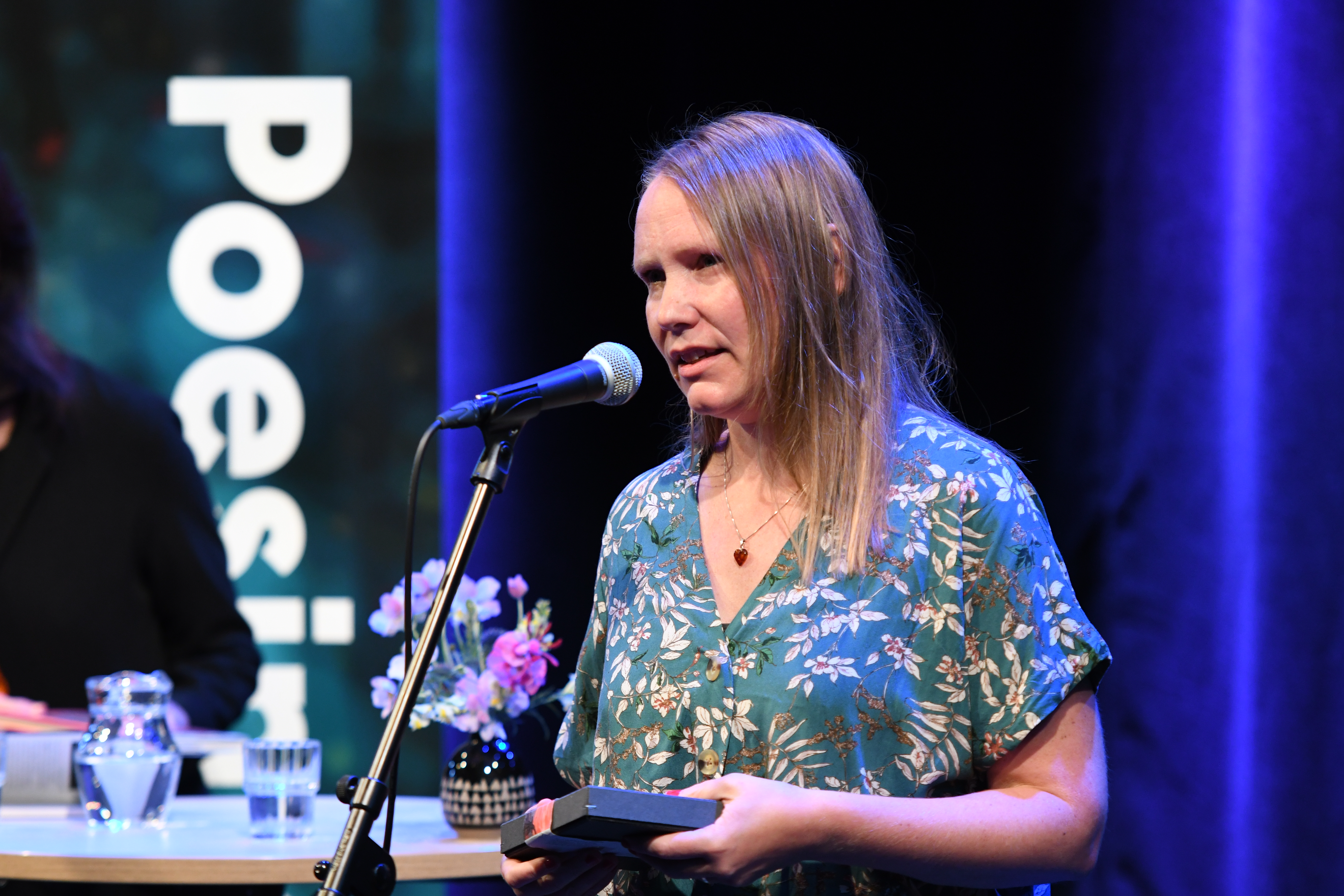
Kajsa Sundin på Poesimässan 2021.

Kajsa Sundin, född 18 januari 1977, är poet och författare. Hon arbetar även som lärare på Biskops Arnö. Sundin debuterade 2007 med diktsamlingen ”Definition” och har sedan dess arbetat med olika poetiska uttryck. Våren 2018 ger hon ut romanen ”För att de ville det” (Natur & Kultur). 
Sundin var tidigare redaktionsmedlem på den litterära tidskriften OEI. Hon har också varit medlem i litteraturkollektivet Sharks och har tidigare arbetat på BLM. Till Bokmässan i Göteborg 2013 skrev hon den interaktiva följetongen Den rumänska kyrkan för prenumeration till telefon, dator eller surfplatta (Rámus).